# Helicophyllum torquatum
Helicophyllum torquatum là một loài Rêu trong họ Helicophyllaceae. Loài này được (Hook.) Brid. mô tả khoa học đầu tiên năm 1827.